# Jay Mulucha
Jay Mulucha est un militant LGBTQI originaire de l'Ouganda et un joueur de basket-ball des Magic Stormers, une équipe appartenant à la Fédération de basket féminine de l'Ouganda (Fuba).

## Biographie
Assigné au genre féminin à sa naissance, il commence à jouer au basket quand il est adolescent et découvre être la seule personne de genre féminin dans son entourage à apprécier le basket. Il se passionne pour ce sport et prend pour modèle des joueurs comme LeBron James et Michael Jordan. Le basket est introduit dans les années 1960 en Ouganda par les Peace Corps. Si le football demeure le sport le plus populaire, un million de personnes sur les 36 millions d'habitants du pays s'adonnent au basket en 2015 selon le président de la Fuba. 
Alors qu'il est aux prises avec son identité de genre, un ami lui fait découvrir la communauté LGBT ougandaise kuchu (en). 
Il fait son coming out en 2010 dans un pays profondément homophobe et se déclare ouvertement transgenre.  
En 2013, le parlement de  l'Ouganda adopte la loi anti-homosexualité, parfois appelée Kill the Gay Act, qui visait initialement à punir de mort toute personne entretenant des rapports avec une personne du même sexe.  
Dans ces circonstances, après son coming out, sa famille le rejette. Il se réfugie alors auprès des Magic Stormers, où il rencontre un autre joueur qui assume ouvertement d'être un homme trans, William Apako. Ce dernier a pour modèle des personnalités transgenres jouant au basket comme Gabrielle Ludwig et Kye Allums (en). 
Les rumeurs concernant l'homosexualité au sein des Magic Stormers mènent cependant à leur ostracisation. Jay Mulucha est expulsé de son école en 2014 et son ami William est agressé si violemment après un match qu'il est envoyé à l'hôpital. Il perd également son emploi, et ne revient jouer au basket qu'après beaucoup d'hésitations. 
Jay Mulucha frôle la mort après avoir été attaqué à un rassemblement pour les droits LGBTQI. Au bord du suicide, il décide de s'engager pour les droits LGBTQI dans son pays d'origine.
Il est devient le coordinateur de la marche des Fiertés (pride) de l'Ouganda  et participé à la première Pride Festival en 2012. Il devient président de Fem Alliance Ouganda.